# طويبية

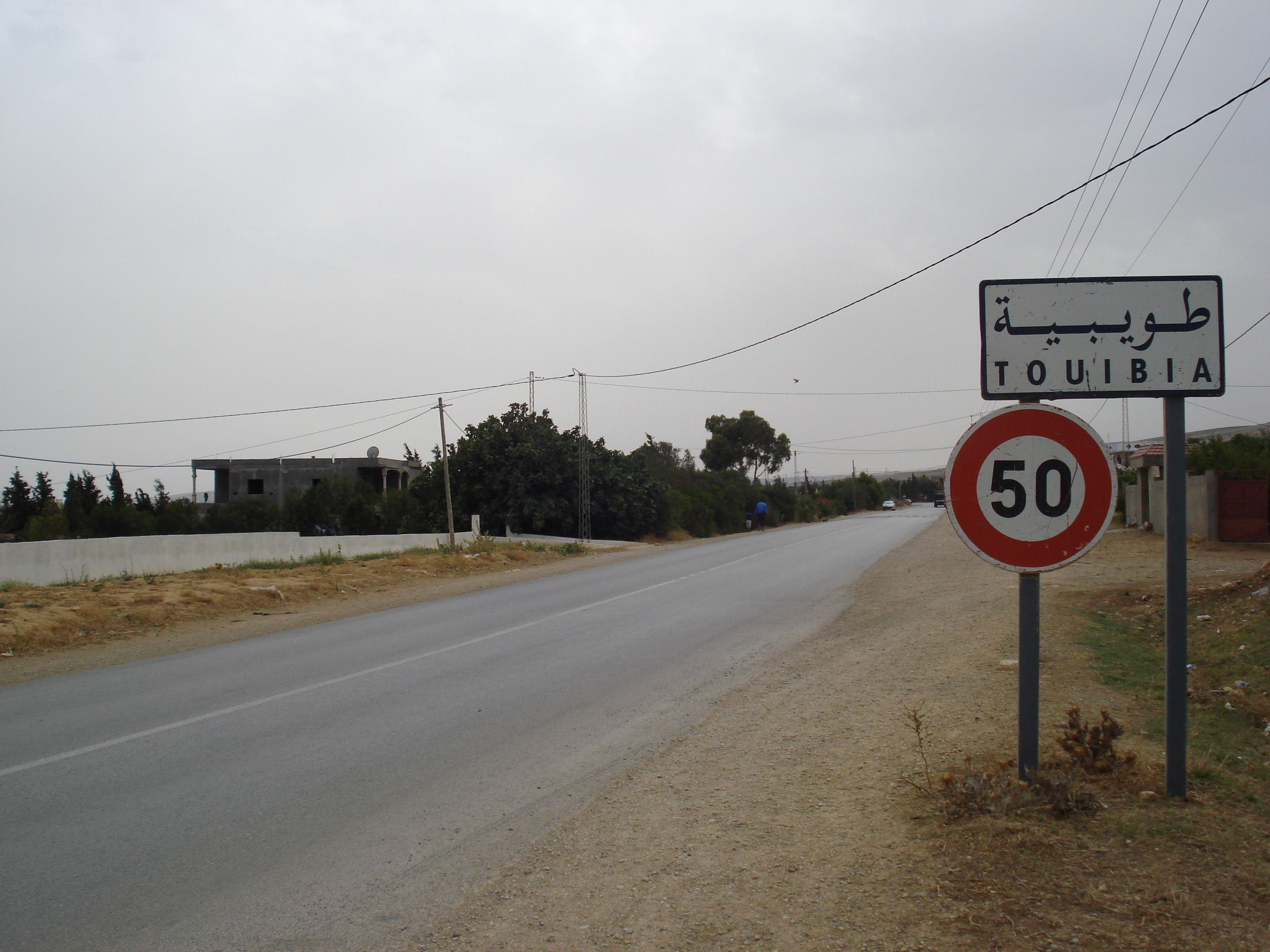
مدخل قرية طويبية

طويبية إحدى قرى الجمهورية التونسية، تقع في معتمدية غار الملح من ولاية بنزرت، جنوب شرقي مدينة بنزرت. ترقيمها البريدي 7024.

### مواضيع ذات علاقة
- ولاية بنزرت.